# Gladiator (film, 2000)
Gladiator je zgodovinski film režiserja Ridleyja Scotta, ki prikazuje življenje rimskega generala Maximusa Decimusa Meridiusa.
V filmu nastopa Russell Crowe kot general Maximus in Joaquin Phoenix kot Komod, morilec svojega očeta, cesarja, ki Maximusa izda in se zavihti na prestol.

## Zgodba
Rimski general Maximus Decimus Meridius je poveljnik rimske vojske na severni meji rimskega cesarstva, kjer zabeleži pomembno zmago v vojni proti barbarskim germanskim plemenom. To mu prinese velik ugled v očeh umirajočega cesarja Marka Avrelija, ki se odloči, da bo po smrti oblast začasno raje predal njemu, kot pa svojemu sinu Komodu, katerega moralne vrednote so vprašljive. Ko Komod izve za očetovo odločitev, ga umori in prevzame oblast. Takoj po prevzemu oblasti razpusti senat ter začne vladati kot absolutist, zaradi česar ga ljudje zasovražijo.
Maximus ugotovi, da je bil Mark Avrelij umorjen, vendar ga izda njegov prijatelj, general Kvint, ki ukaže usmrtitev Maximusa ter njegove žene in sina. Maximus uspe zbežati in odhiti domov, vendar je prepozen, da bi rešil ženo in sina. Nezavestnega najdejo trgovci s sužnji in ga prodajo Proksimu, ki vodi šolo za gladiatorje nekje v Severni Afriki.
Ker je po smrti žene in sina izgubil upanje v lepšo prihodnost in zaradi svoje vojaške preteklosti se Maximus izkaže kot zelo uspešen gladiator. Skupaj z ostalimi gladiatorji kmalu nastopi v rimskem Koloseju, kjer ob uprizoritvi bitke za Kartagino kljub neenakovrednemu boju porazijo nasprotnike, kar sproži navdušenje množice. Komod ukaže, da Maximus, skrit za čelado, razkrije svojo identiteto in zgrožen ugotovi, da je Maximus še vedno živ. Maximus spregovori o zločinih, ki jih je proti njemu in njegovi družini zagrešil Komod. Ta mu zaradi strahu pred ljudstvom prizanese. Kmalu zatem Maximus premaga predhodno neporaženega gladiatorja Tigrisa in se kljub Komodovemu ukazu, da poraženca ubije, odloči, da mu prizanese. Ta poteza Maximusu da še večji ugled v očeh javnosti in s tem si Komod ne more več privoščiti njegove javne usmrtitve brez da bi si nakopal še večji gnev ljudstva.
Po boju k Maximusu pristopi njegov nekdanji pomočnik Cicero in mu pove, da ga njegovi vojaki še vedno podpirajo. Maximus nato za pomoč zaprosi Komodovo sestro Lucillo in skuje načrt, kako bi s pomočjo vojske Komoda zrušili z oblasti. Komod izve za načrt in ukaže napad na gladiatorsko šolo, pri čemer Maximus pravočasno pobegne, vendar je ujet, ko poskuša neuspešno rešiti Cicera.
Komod se Maximusa želi znebiti, zato si uredi dvoboj z njim v koloseju, tik pred dvobojem pa ga zabode, s čimer mu oteži boj. Med samim dvobojem Maximus vseeno razoroži Komoda, ki nato od Kvinta zahteva meč, vendar ga ta ignorira. Zato Komod poskuša ponovno zabosti Maximusa, vendar mu Maximus bodalo vzame in ubije.
Umirajoči Maximus nato javnosti sporoči želje Marka Avrelija, s katerimi zahteva osvoboditev sužnjev in ponovno dodelitev oblasti senatu. Po smrti se sreča z družino v onostranstvu.

## Nagrade
Film je leta 2000 prejel pet oskarjev: za najboljši film, glavnega igralca (Russell Crowe), posebne učinke, kostumografijo in glasbo.